# Galaxias johnstoni
Galaxias johnstoni är en fiskart som beskrevs av Scott, 1936. Galaxias johnstoni ingår i släktet Galaxias och familjen Galaxiidae. IUCN kategoriserar arten globalt som akut hotad. Inga underarter finns listade i Catalogue of Life.